# Bahnstrecke Schmalkalden–Kleinschmalkalden
| |                      |                                |                                |
| Streckennummer: | 6699                 |                                |                                |
| Kursbuchstrecke (DB): | 574 (1996)           |                                |                                |
| Kursbuchstrecke: | 164b (1934)          |                                |                                |
| Streckenlänge: | 9,54 km              |                                |                                |
| Spurweite: | 1435 mm (Normalspur) |                                |                                |
| |                      |                                |                                |
| \| \| \| von Wernshausen \| \| \| \| 0,06 \| Schmalkalden (Keilbahnhof) \| Schmalkalden (Keilbahnhof) \| \| \| \| nach Zella-Mehlis \| \| \| \| 0,40 \| Stille \| Stille \| \| \| 0,70 \| Schmalkalde \| Schmalkalde \| \| \| 1,05 \| Schmalkalden Reiherstor \| Schmalkalden Reiherstor \| \| \| 3,82 \| Anschluss Neue Hütte \| Anschluss Neue Hütte \| \| \| 5,00 \| Flohbach \| Flohbach \| \| \| 5,37 \| Floh-Seligenthal \| Floh-Seligenthal \| \| \| 6,50 \| Viadukt Seligenthal \| Viadukt Seligenthal \| \| \| 7,20 \| Hohleborn (ab 1954) \| Hohleborn (ab 1954) \| \| \| 8,6 \| Hundsrücktunnel (86 m) \| Hundsrücktunnel (86 m) \| \| \| 8,70 \| Viadukt Schmalkaldetal \| Viadukt Schmalkaldetal \| \| \| \| von Brotterode \| \| \| \| 9,54 \| Kleinschmalkalden (Pappenheim) \| Kleinschmalkalden (Pappenheim) \| |                      |                                |                                |
| Strecke |                      | von Wernshausen                | von Wernshausen                |
| Bahnhof | 0,06                 | Schmalkalden (Keilbahnhof)     | Schmalkalden (Keilbahnhof)     |
| Abzweig ehemals geradeaus und nach rechts |                      | nach Zella-Mehlis              | nach Zella-Mehlis              |
| Brücke über Wasserlauf (Strecke außer Betrieb) | 0,40                 | Stille                         | Stille                         |
| Brücke über Wasserlauf (Strecke außer Betrieb) | 0,70                 | Schmalkalde                    | Schmalkalde                    |
| Haltepunkt / Haltestelle (Strecke außer Betrieb) | 1,05                 | Schmalkalden Reiherstor        | Schmalkalden Reiherstor        |
| Abzweig geradeaus und nach links (Strecke außer Betrieb) | 3,82                 | Anschluss Neue Hütte           | Anschluss Neue Hütte           |
| Brücke über Wasserlauf (Strecke außer Betrieb) | 5,00                 | Flohbach                       | Flohbach                       |
| Bahnhof (Strecke außer Betrieb) | 5,37                 | Floh-Seligenthal               | Floh-Seligenthal               |
| Brücke (Strecke außer Betrieb) | 6,50                 | Viadukt Seligenthal            | Viadukt Seligenthal            |
| Haltepunkt / Haltestelle (Strecke außer Betrieb) | 7,20                 | Hohleborn (ab 1954)            | Hohleborn (ab 1954)            |
| Tunnel (Strecke außer Betrieb) | 8,6                  | Hundsrücktunnel (86 m)         | Hundsrücktunnel (86 m)         |
| Brücke (Strecke außer Betrieb) | 8,70                 | Viadukt Schmalkaldetal         | Viadukt Schmalkaldetal         |
| Abzweig geradeaus und von links (Strecke außer Betrieb) |                      | von Brotterode                 | von Brotterode                 |
| Kopfbahnhof Streckenende (Strecke außer Betrieb) | 9,54                 | Kleinschmalkalden (Pappenheim) | Kleinschmalkalden (Pappenheim) |

Die Bahnstrecke Schmalkalden–Kleinschmalkalden war eine  Nebenbahn in Thüringen. Sie verband südlich des Thüringer Waldes Schmalkalden und Kleinschmalkalden.

## Geschichte

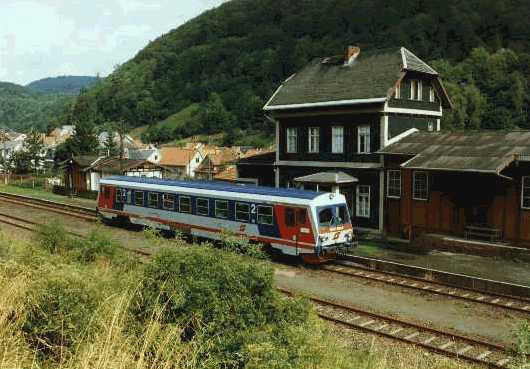
Sonderzug mit Triebwagen der ÖBB in Kleinschmalkalden (um 1995)

Am 3. November 1892 wurde der Abschnitt von Schmalkalden bis Floh-Seligenthal eröffnet, ein Jahr später, am 6. November, der Abschnitt Floh-Seligenthal bis Kleinschmalkalden. Züge fuhren meist von Schmalkalden nach Brotterode durch, es gab eine Betriebsgemeinschaft mit der sich anschließenden Kreisbahn.
Am 30. Oktober 1996 endete der Personenverkehr auf der Schiene. Der Güterverkehr zwischen Floh-Seligenthal und Kleinschmalkalden endete am 31. Dezember 1994, auf dem Reststück ein Jahr später am 1. Januar 1996. Der Versuch einer Privatbahn, auf eigene Kosten den Verkehr weiter zu betreiben, scheiterte nach wenigen Tagen. Bis zur Streckenstilllegung am 30. Juni 1999 fuhren noch einige Sonderzüge.
Die Strecke wurde 2001/2002 abgebaut und ein Bahntrassenradweg, der Mommelstein-Radweg, angelegt.